# Élections législatives de 1919 dans le Lot
Les élections législatives du 16 novembre 1919, et éventuellement dans l'hypothèse d'un second tour du 30 novembre 1919, sont organisées selon un scrutin de liste dans le cadre du département : tout candidat obtenant la majorité absolue des suffrages est élu, les sièges restants étant attribués à la représentation proportionnelle à la plus forte moyenne. Elles marquent au niveau national la victoire du Bloc national de centre-droit. La nouvelle assemblée est surnommée « Chambre bleu horizon », en référence à la couleur bleu horizon des uniformes des très nombreux anciens combattants qui y siègent.

## Élus
|   | Député élu    |  | Groupe parlementaire             |
| - | ------------- |  | -------------------------------- |
| 1 | Joachim Murat |  | Non-inscrits                     |
| 2 | Louis Delport |  | Républicains de gauche           |
| 3 | Émile Delmas  |  | Gauche républicaine démocratique |

## Résultats départementaux

### Par listes
| Listes         | Listes                                               | Premier tour | Premier tour | Sièges |
| Listes         | Listes                                               | Voix         | %            | Sièges |
| -------------- | ---------------------------------------------------- | ------------ | ------------ | ------ |
|                | Liste républicaine de Défense agricole et économique | 22 748       | 48,05        | 3      |
|                | Liste d'Union des républicains                       | 15 144       | 31,99        | 0      |
|                | Liste du Parti socialiste                            | 8 463        | 17,88        | 0      |
|                |                                                      |              |              |        |
| Inscrits       | Inscrits                                             | 64 576       | 100,00       | 3      |
| Votants        | Votants                                              | 48 772       | 75,53        |        |
| Abstention     | Abstention                                           | 15 804       | 24,47        |        |
| Blancs et nuls | Blancs et nuls                                       | 1 434        | 2,94         |        |
| Exprimés       | Exprimés                                             | 47 338       | 97,06        |        |

### Par candidats
| Candidat       | Candidat          | Tendance       | Premier tour | Premier tour |
| Candidat       | Candidat          | Tendance       | Voix         | %            |
| -------------- | ----------------- | -------------- | ------------ | ------------ |
|                | Doizié            | SFIO           | 8 258        | 17,44        |
|                | Espinas           | SFIO           | 8 586        | 18,14        |
|                | Charpentier       | SFIO           | 8 545        | 18,05        |
|                |                   |                |              |              |
|                | Anatole de Monzie | PRS            | 16 031       | 33,86        |
|                | Étienne Becays    | PRRRS          | 14 642       | 30,93        |
|                | Armand Bouat      | PRRRS          | 14 759       | 31,18        |
|                |                   |                |              |              |
|                | Joachim Murat     | Droite         | 22 320       | 47,15        |
|                | Louis Delport     | FR             | 22 322       | 47,15        |
|                | Émile Delmas      | AD             | 22 604       | 47,75        |
|                |                   |                |              |              |
| Inscrits       | Inscrits          | Inscrits       | 64 576       | 100,00       |
| Votants        | Votants           | Votants        | 48 772       | 75,53        |
| Abstention     | Abstention        | Abstention     | 15 804       | 24,47        |
| Blancs et nuls | Blancs et nuls    | Blancs et nuls | 1 434        | 2,94         |
| Exprimés       | Exprimés          | Exprimés       | 47 338       | 97,06        |